# Dinanzi a noi il cielo
Dinanzi a noi il cielo è un film del 1957 diretto da Roberto Savarese.

## Trama
Tom è un giovane, che segue le orme del padre, frequentando una scuola per piloti d'aereo. Tom, mentre esegue una prova d'esercitazione, viene salvato dal padre. L'esperienza positiva, vissuta da Tom, lo rafforzerà nella passione per il volo.